# Djibril Sidibé
Djibril Sidibé (* 29. července 1992 Troyes) je francouzský profesionální fotbalista, který hraje na pozici pravého obránce za řecký klub AEK Athény. Mezi lety 2016 a 2018 odehrál také 18 utkání v dresu francouzské reprezentace, v nichž vstřelil 1 branku.

## Klubová kariéra
S AS Monaco se stal mistrem Francie (2016–17). Hrál za Troyes AC (2010–2012), Lille OSC (2012–2016) a od roku 2016 je kmenovým hráčem Monaca, přičemž sezónu 2019-20 strávil na hostování v Evertonu.

## Reprezentační kariéra
Od roku 2016 hrál za francouzskou reprezentaci, nastoupil k 18 utkáním, v nichž vstřelil jeden gól (naposledy byl povolán 26. června 2018). Získal s ní titul mistra světa v roce 2018.

## Osobní život
Je muslim malijského původu.

## Úspěchy
- Tým roku Ligue 1 podle UNFP – 2016/17[1]